# Tensiomètre (science des sols)
Pour les articles homonymes, voir Tensiomètre (homonymie).
Un tensiomètre en science du sol est un instrument de mesure utilisé pour déterminer le potentiel hydrique matriciel (τ) (tension hydrique du sol) dans la zone vadose . Utilisé dans le domaine de l’agriculture, le tensiomètre permet de surveiller l’humidité du sol et d’adapter l’irrigation aux besoins des cultures. Il aide à optimiser la gestion de l’eau en évitant à la fois l’excès et le déficit hydrique, favorisant ainsi une croissance optimale des plantes. Cet outil contribue également à améliorer l’efficience de l’irrigation, en réduisant les pertes d’eau par drainage ou évaporation. 

## Principe de fonctionnement

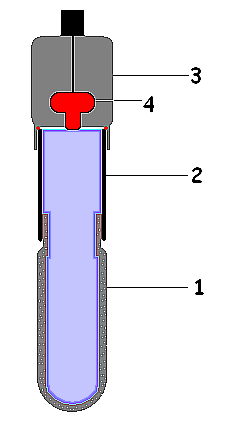
Sonde de tensiomètre électronique : (1) capsule poreuse ; (2) tube rempli d'eau ; (3) tête de capteur ; (4) capteur de pression

Le tensiomètre est un instrument de mesure utilisé pour évaluer la disponibilité en eau du sol ( tension hydrique du sol), un paramètre fondamental dans la gestion de l’irrigation. L’analyse de cette disponibilité permet d’optimiser les stratégies d’irrigation en déterminant les moments opportuns pour son déclenchement, sa reprise après une précipitation ou son arrêt en fin de saison. La tensiométrie se caractérise par l’évaluation du potentiel hydrique matriciel du sol, reflétant la disponibilité de l’eau pour les plantes. Contrairement aux sondes capacitives, qui mesurent l’humidité volumique du sol, les tensiomètres déterminent la force que les racines doivent exercer pour extraire l’eau,. Cette mesure, exprimée en centibars (cbars), permet d’adapter les apports hydriques en fonction des besoins spécifiques des cultures et des conditions édaphiques.
Cet appareil se compose généralement d'un tube en verre ou en plastique avec une capsule en céramique poreuse et est rempli d'eau . Le haut du tube comporte soit un manomètre, soit un capuchon en caoutchouc pour l'utilisation d'un manomètre portable pour indiquer la pression à l'intérieur du tensiomètre,. Le tensiomètre est enterré dans le sol et une pompe à main est utilisée pour créer un vide partiel. Au fur et à mesure que l'eau est extraite du sol par les plantes et l'évaporation, le vide à l'intérieur du tube augmente. Lorsque le sol est humidifié, le flux peut également se produire dans le sens inverse, à mesure que de l'eau est ajoutée au sol, le vide à l'intérieur du tube extrait l'humidité du sol et diminue. Lorsque la pression de l'eau dans le tensiomètre est réglée de sorte qu'elle soit en équilibre avec la pression de l'eau dans le sol, la lecture de la jauge du tensiomètre représente le potentiel hydrique matriciel du sol.

## Utilisation
L'utilisation du tensiomètre  s’inscrit dans une démarche d’optimisation de l’irrigation, visant à améliorer l’efficience de l’eau tout en maintenant le rendement agricole. Il permet l’ajustement des pratiques d’irrigation en effectuant un suivi précis de l’humidité du sol, afin de limiter les pertes par drainage ou évaporation. Les données recueillies à l’aide de tensiomètres permettent de mieux comprendre la variabilité des économies d’eau en fonction des caractéristiques du sol, des conditions climatiques et des techniques d’irrigation employées. L’installation de tensiomètres à différentes profondeurs et distances permet d’ajuster l’irrigation en fonction des caractéristiques du sol et des besoins des cultures. Une faible tension mesurée à une profondeur réduite indique un excès d’eau, tandis qu’une valeur plus élevée révèle un assèchement du sol. En profondeur, une tension faible traduit une humidité excessive, alors qu’une tension élevée signale un manque d’eau. En agriculture , le tensiomètre permet une gestion optimisée de l’irrigation, limitant le stress hydrique et favorisant le bon développement des plantes, en contribuant à une gestion plus rationnelle de l’eau.